# 데티포스

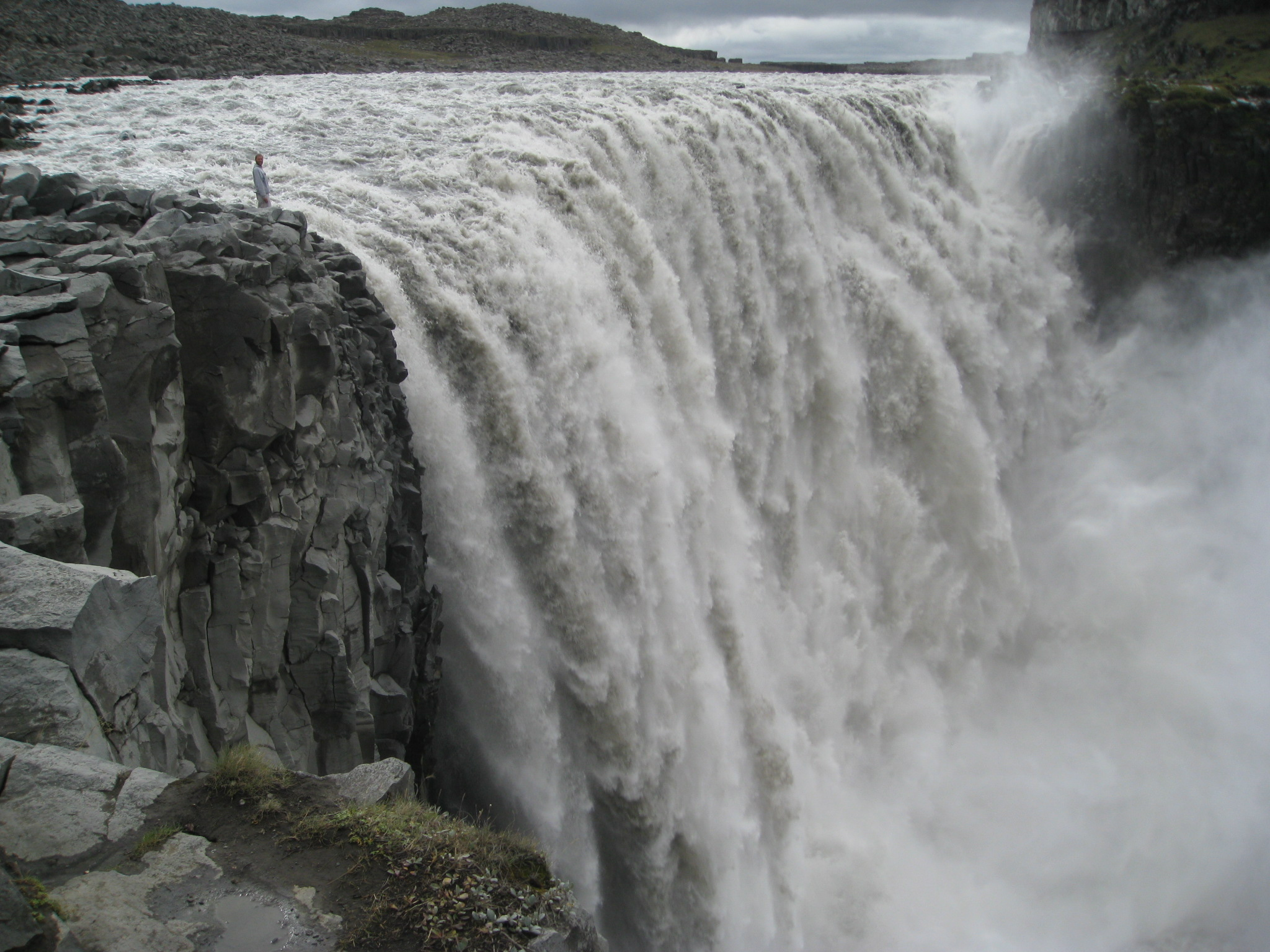
데티포스

데티포스(아이슬란드어: Dettifoss)는 아이슬란드 바트나이외쿠틀 국립공원에 있는 폭포이다. 이 폭포는 유럽에서도 가장 강력한 폭포로 잘 알려져 있다.

## 대중문화 속 데티포스
욘 레이프스가 작곡한 노래 "Dettifoss"는 이 폭포에서 영감을 얻은 것이다.
2012년 영화 《프로메테우스》의 배경으로도 등장하였다.